# Кононенко Павел
Кононенко Павел Яковлевич (….- после 1889). В 1848 окончил Киевский университет Св. Владимира лекарем. Распределен младшим ординатором в Минский военный госпиталь. До 1856 г значится по военному ведомству. Колл. асессор (в 1857), в 1880 — Колл. советник. С 1857 — в отставке. Последнее упоминание в Российском мед. списке — в 1889 г.